# Bulbophyllum intermedium
Bulbophyllum intermedium là một loài phong lan thuộc chi Bulbophyllum.